# Igalo
Igalo es una localidad de Montenegro perteneciente al municipio de Herceg Novi en el suroeste del país.
En 2011 tenía una población de 3355 habitantes, de los cuales 1804 eran serbios y 1016 montenegrinos.
Se ubica en la periferia occidental de la capital municipal Herceg Novi, junto a la frontera con Croacia.
La localidad se hizo conocida como lugar turístico en el siglo XX, ya que el dictador yugoslavo Josip Broz Tito estableció aquí su villa de verano. Durante las Guerras Yugoslavas, dicha villa fue lugar de encuentro entre el presidente serbio Slobodan Milošević y el presidente croata Franjo Tuđman.

## Demografía
La localidad ha tenido la siguiente evolución demográfica:
| Gráfica de evolución demográfica de Igalo entre 1948 y 2003 |
|                                                             |